# Villa Bizzarri

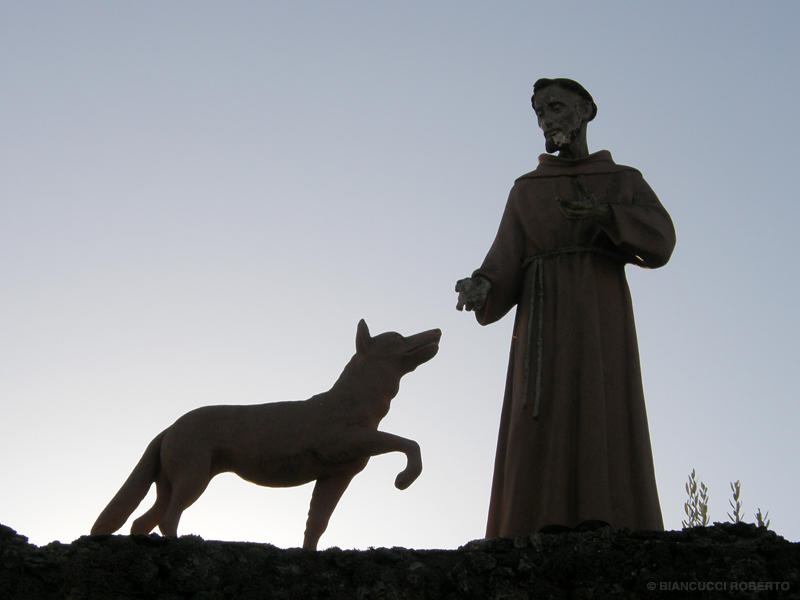
La statua di San Francesco di fronte alla chiesa

Villa Bizzarri è una frazione di Torano Nuovo della provincia di Teramo in Abruzzo.
La località dista circa 2 km dal centro di Torano Nuovo e confina con il territorio del comune di Ancarano e Sant'Egidio alla Vibrata.